# 2012年太平洋飓风季时间轴

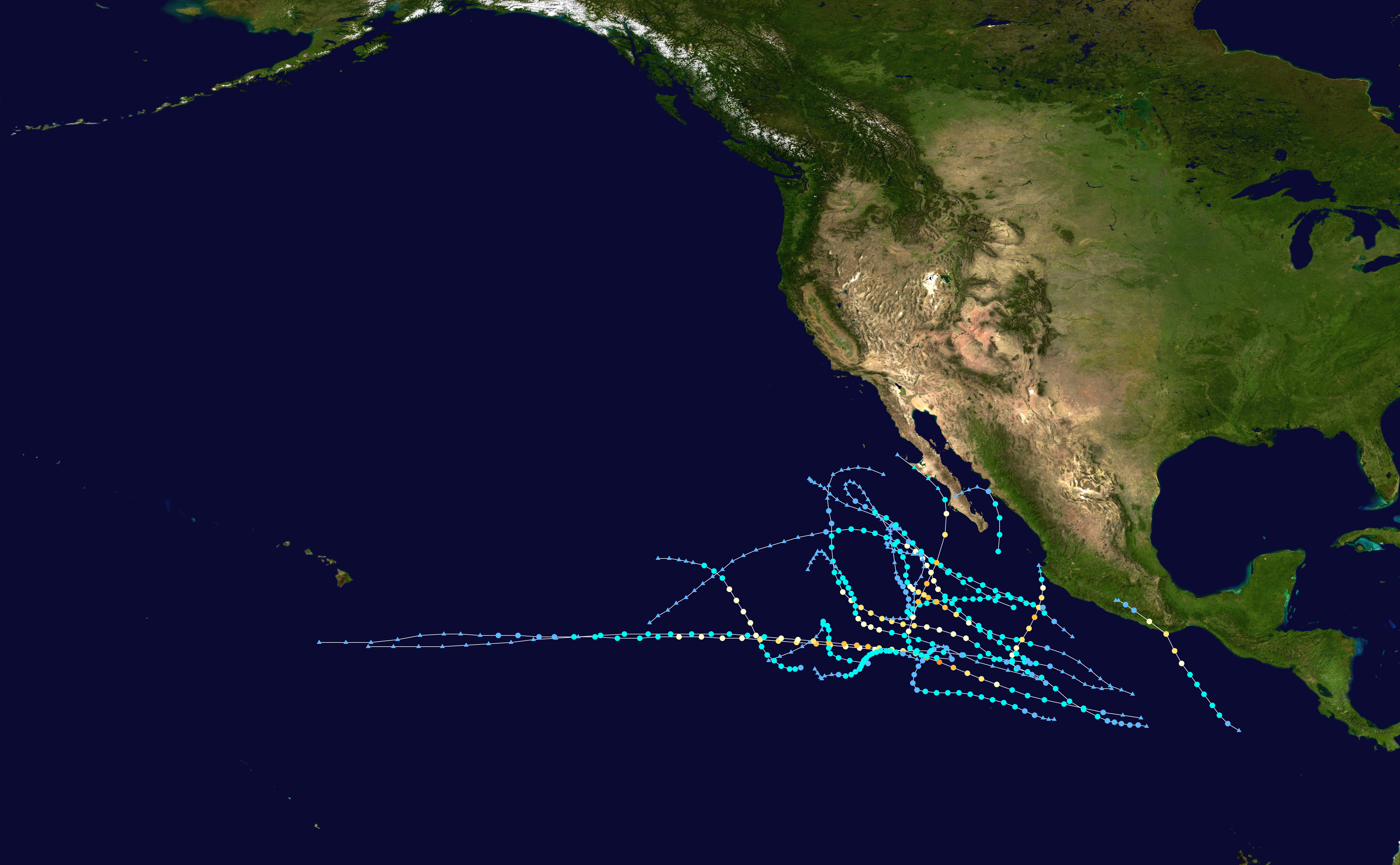
2012年太平洋飓风季所有风暴的路径图

2012年太平洋飓风季的活跃程度高于平均水平，一共形成17场获得命名的风暴。本季于2012年5月15日从东太平洋（西经140°以东的太平洋）、2012年6月1日从中太平洋（国际日期变更线到西经140°的太平洋）正式开始，同年11月30日结束，通常情况下每年国际日期变更线以东、赤道以北的太平洋中绝大多数热带或亚热带气旋都是在这段时间形成，热带风暴阿莱塔正好是5月15日当天在东太平洋形成。热带风暴罗莎是这年最后一场风暴，于11月3日消散。
全季形成的17场热带风暴中有十场成为飓风，五场进一步强化成大型飓风，但所有气旋造成的影响相对而言很小。5月下旬飓风巴德沿墨西哥西海岸平行移动直至消散，造成轻度破坏，但没有出现人员伤亡。6月中旬，飓风卡洛塔以二级飓风强度登陆瓦哈卡州，成为1966年以来太平洋盆地以飓风强度在最东面位置登陆的热带气旋。这场风暴夺走了7人的生命，还造成1240万美元（2012年美元）的损失。
2012年太平洋飓风季时间轴记录全年东太平洋和中太平洋所有热带或亚热带气旋形成、增强、减弱、登陆、转变成温带气旋以及消散的具体信息。还包括实际操作中没有发布的信息，如美国国家飓风中心在风暴过后的回顾。包括最大持续风速、位置、距离在内的所有数字都经四舍五入换算成整数。

## 风暴时间轴

### 5月
5月14日

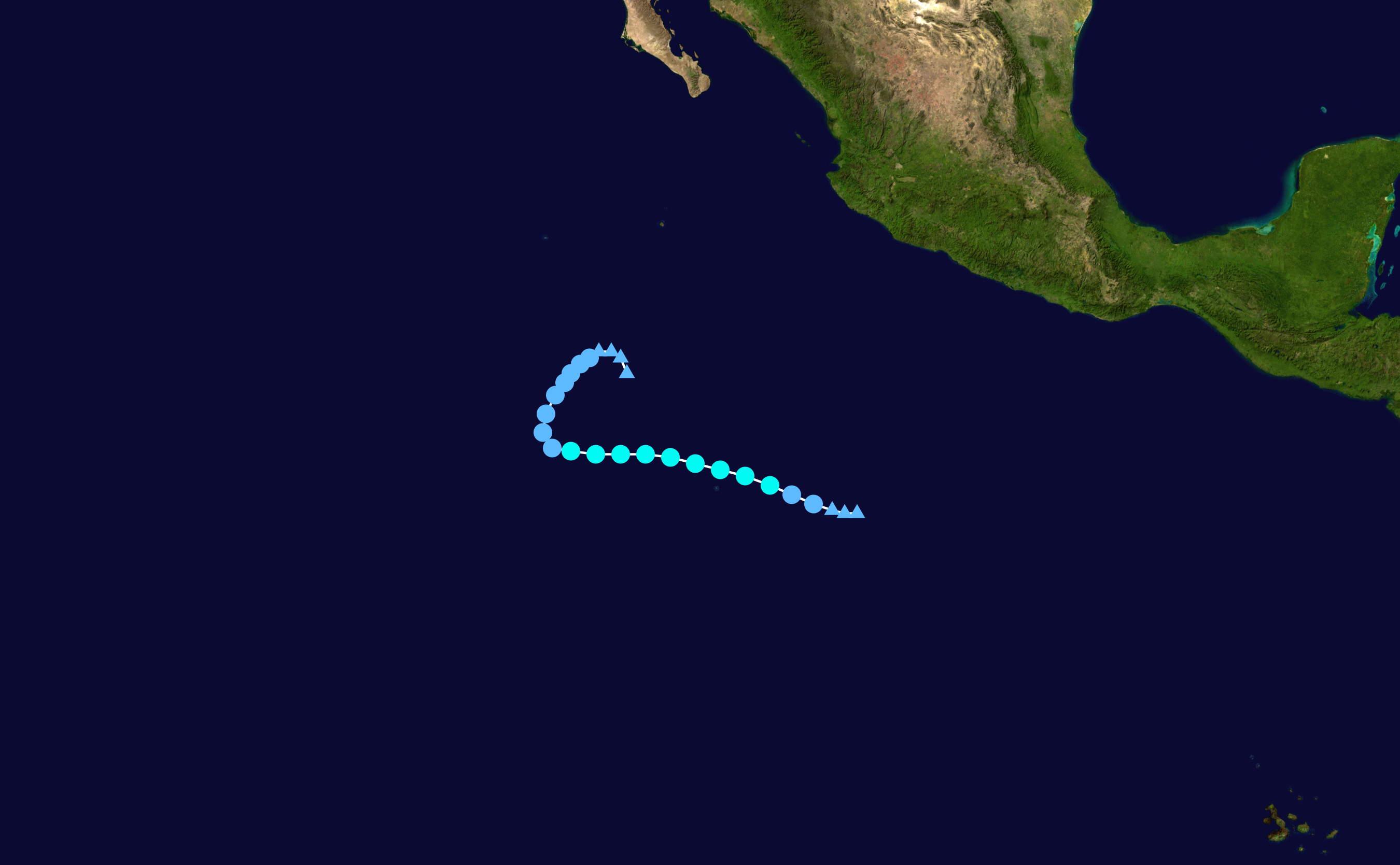
热带风暴阿莱塔的行动路线

- 协调世界时中午12点：第一号热带低气压由墨西哥曼萨尼约以南约1054公里海域的一片低气压区形成[6]

5月15日
- 凌晨0点：第一号热带低气压增强成热带风暴并获名“阿莱塔”（Aletta）[6]
- 凌晨4点：2012年太平洋飓风季在东太平洋正式开始[2]。

5月16日
- 凌晨0点：热带风暴阿莱塔达到最大持续风速每小时80公里，最低气压1000毫巴（百帕，29.53英寸汞柱）的最高强度[6]。

5月17日
- 早上6点：热带风暴阿莱塔在下加利福尼亚州最南端西南方向约1328公里洋面减弱成热带低气压[6]。

5月19日
- 早上6点：热带低气压阿莱塔退化成一片不含对流的残留低气压区[6]。

5月20日

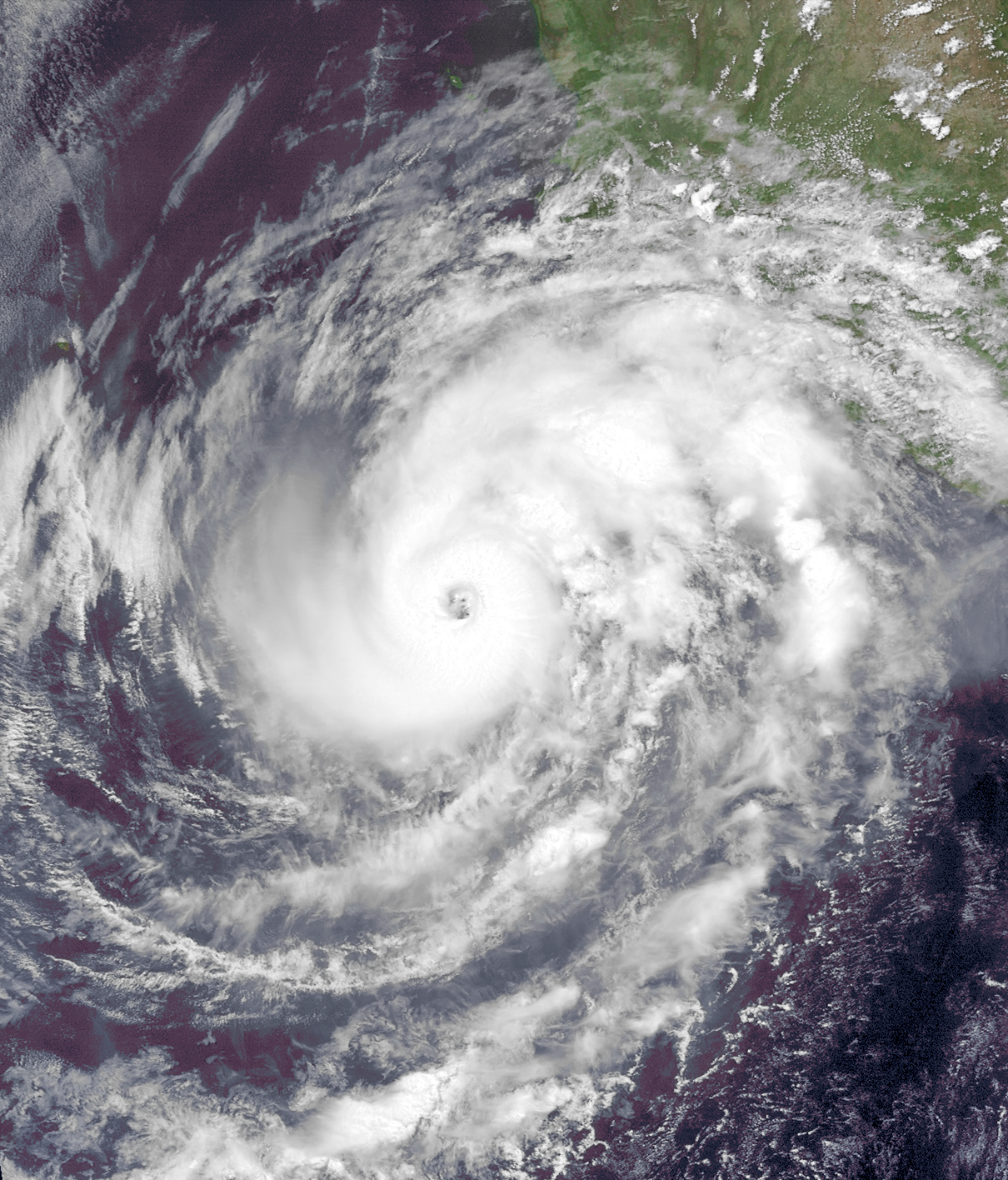
即将达到最高强度的飓风巴德

- 下午18点：墨西哥阿卡普尔科以南约840公里海域的一片低气压区发展成第二号热带低气压[4]。

5月22日
- 早上6点：第二号热带低气压在阿卡普尔科西南偏南方向约797公里洋面强化成热带风暴并获命名为“巴德”（Bud）[4]。

5月24日
- 凌晨0点：热带风暴巴德成为2012年大西洋飓风季的首场飓风[4]。
- 中午12点：飓风巴德达到二级飓风强度[4]。

5月25日
- 凌晨0点：飓风巴德成为本季第一场大型飓风，并在几乎同一时间达到风力时速185公里，最低气压961毫巴（百帕，28.38英寸汞柱）的最高强度[4]。
- 早上6点：飓风巴德的强度回落到二级飓风标准[4]。
- 下午18点：飓风巴德在曼萨尼约西南偏西方向约130公里海域弱化成一级飓风[4]。

5月26日
- 凌晨0点：飓风巴德降级成热带风暴[4]。
- 早上6点：热带风暴巴德在墨西哥西南海岸附近退化成不含对流的残留低气压区[4]。

### 6月
6月1日

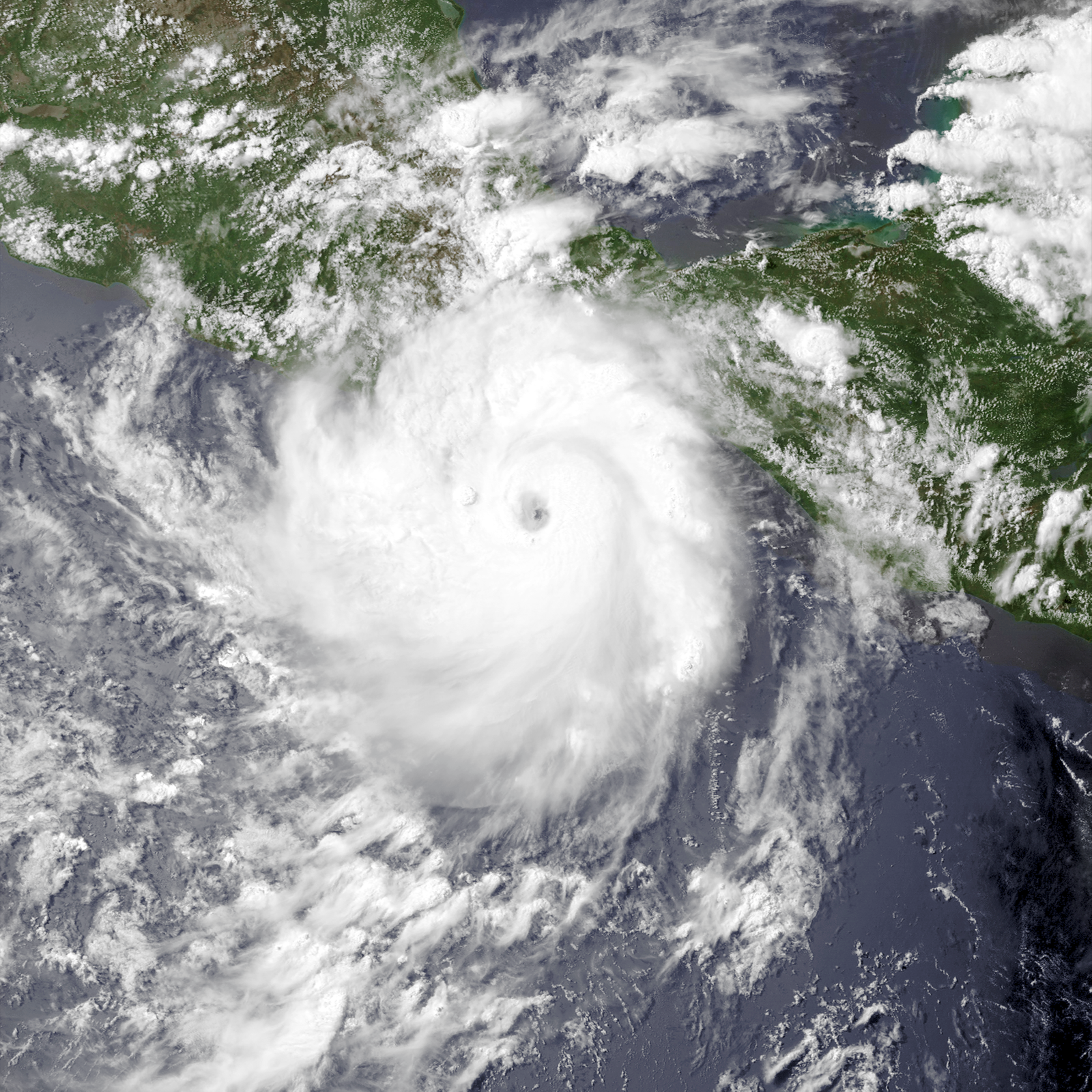
飓风卡洛塔逼近墨西哥

- 凌晨4点：2012年太平洋飓风季在中太平洋正式开始[2]。

6月14日
- 凌晨0点：第三号热带低气压由墨西哥瓦哈卡州南部沿海小镇瓦尔图科（Huatulco）东南偏南方向约850公里洋面发展形成[7]。
- 早上6点：第三号热带低气压升级成热带风暴并获名“卡洛塔”（Carlotta）[7]。

6月15日
- 中午12点：热带风暴卡洛塔在阿卡普尔科东南方向约587公里海域增强成一级飓风[7]。
- 下午18点：飓风卡洛塔爆发性增强成二级飓风[7]。
- 晚上21点：飓风卡洛塔达到最大持续风速每小时180公里，最低气压973毫巴（百帕，28.71英寸汞柱）的最高强度[7]。

6月16日
- 凌晨1点：飓风卡洛塔以风力时速169公里强度从墨西哥埃斯孔迪多港附近登陆[7]。
- 早上6点：飓风卡洛塔减弱成一级飓风[7]。
- 上午9点：飓风卡洛塔弱化成热带风暴[7]。
- 中午12点：热带风暴卡洛塔在阿卡普尔科东北偏北方向约97公里洋面降级为热带低气压[7]。

6月17日
- 凌晨0点：热带低气压卡洛塔在墨西哥锡瓦塔内霍东北方向约160公里海域退化成不含对流的残留低气压区[7]。

### 7月
7月4日

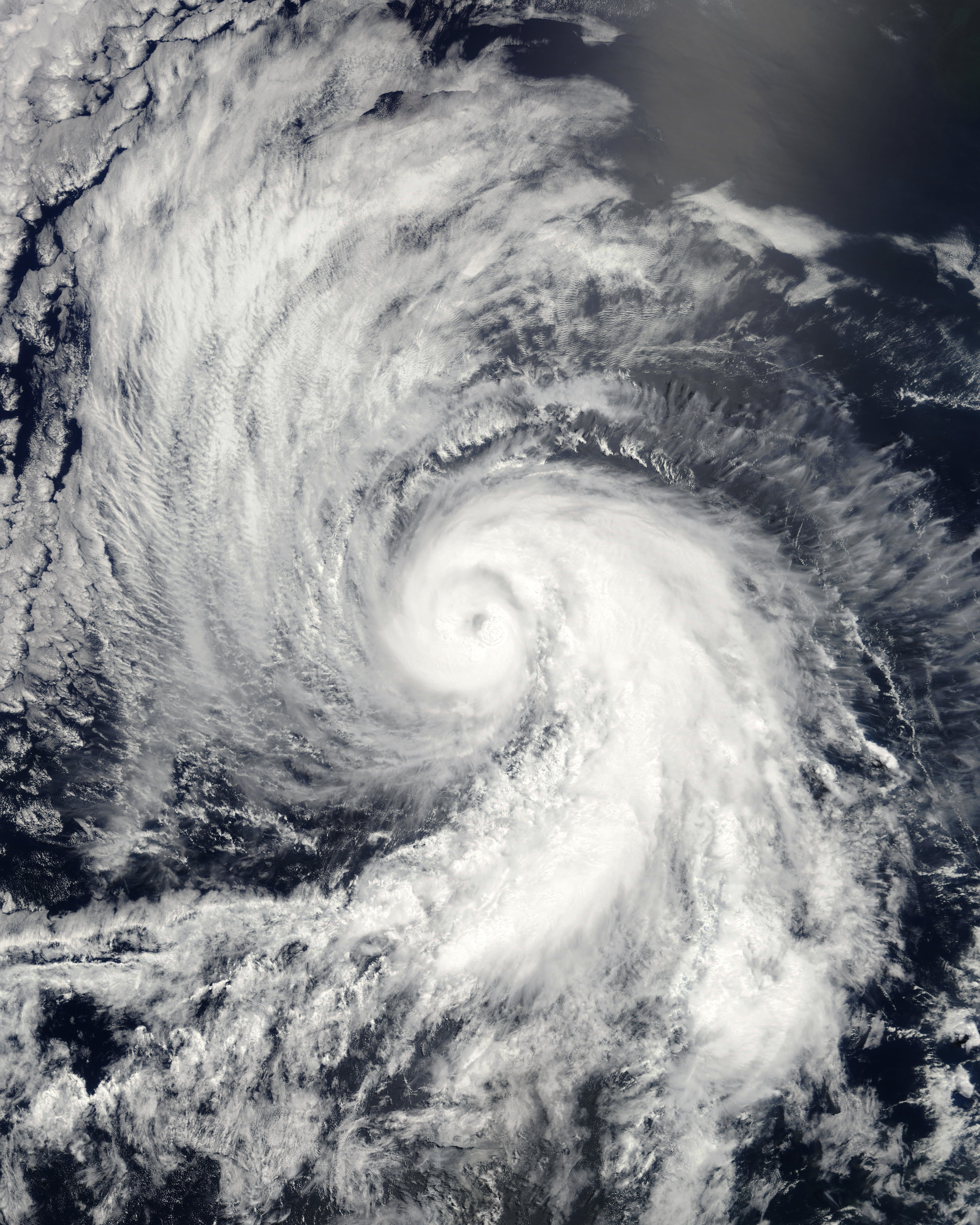
7月7日的飓风丹尼尔

- 早上6点：曼萨尼约以南约790公里洋面的一片低气压区发展成第四号热带低气压[8]。

7月5日
- 早上6点：第四号热带低气压在曼萨尼约西南方向约764公里海域增强成热带风暴并获命名为“丹尼尔”（Daniel）[8]。

7月7日
- 凌晨0点：热带风暴丹尼尔在下加利福尼亚州最南端西南方向约1160公里洋面升级为一级飓风[8]。
- 下午18点：第五号热带低气压由阿卡普尔科西南偏南方向约790公里海域的一片低气压区形成[9]。

7月8日
- 凌晨0点：飓风丹尼尔强化成二级飓风[8]。
- 凌晨0点：第五号热带低气压在阿卡普尔科西南偏南方向约790公里洋面达到热带风暴标准并获名“艾米利亚”（Emilia）[9]。
- 早上6点：飓风丹尼尔成为本季第二场大型飓风，并在几乎同一时间达到风力时速185公里，最低气压961毫巴（百帕，28.38英寸汞柱）的最高强度[8]。
- 中午12点：飓风丹尼尔在下加利福尼亚州最南端西南方向约1633公里海域减弱成二级飓风[8]。

7月9日
- 早上6点：飓风丹尼尔的强度回落到一级飓风标准[8]。
- 早上6点：热带风暴艾米利亚在阿尔普尔科西南方向约1090公里洋面升级成飓风[9]。
- 中午12点：飓风艾米利亚爆发性增强成二级飓风[9]。

7月10日

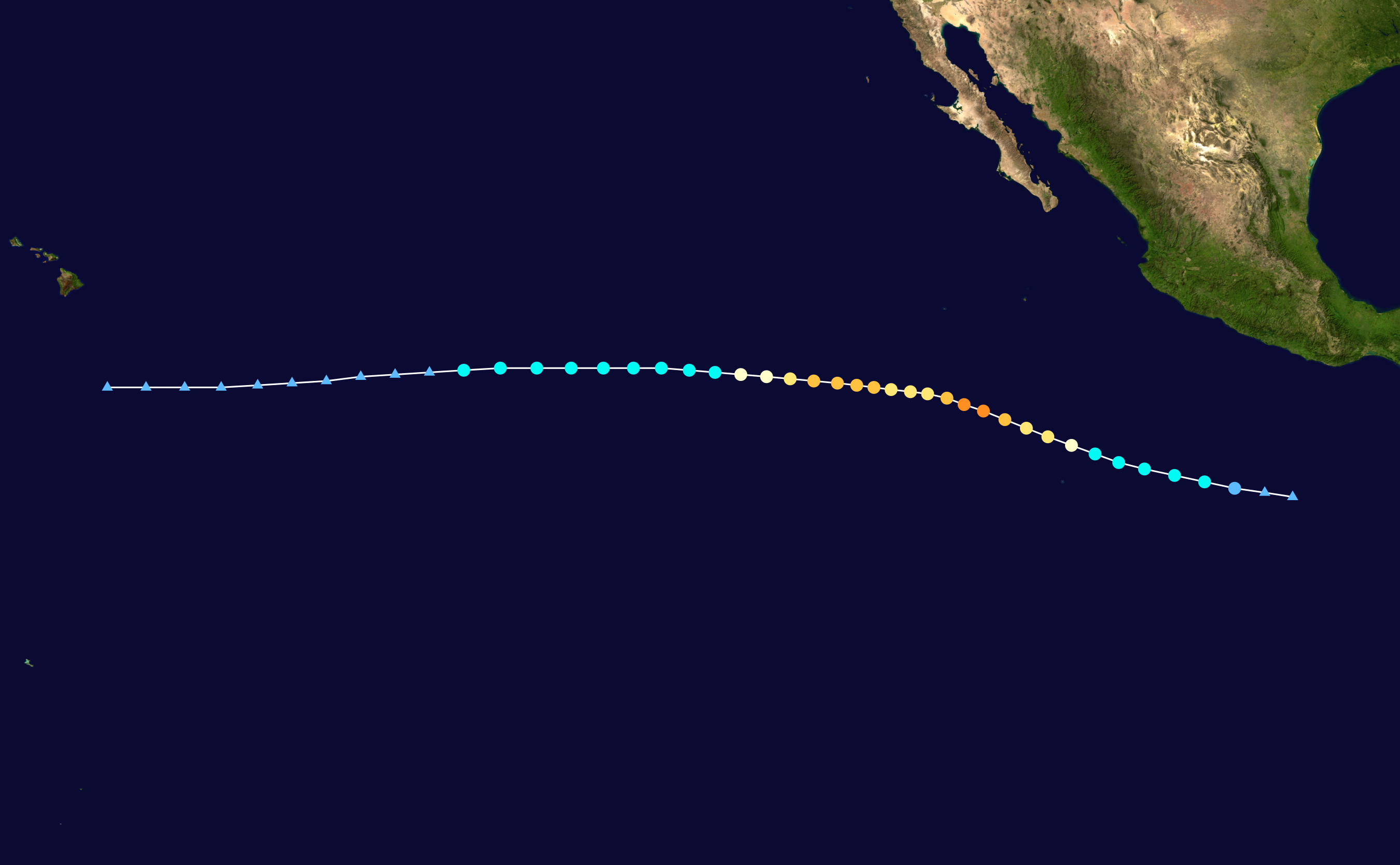
飓风艾米利亚行进路线图

- 凌晨0点：飓风艾米利亚爆发性增强成三级飓风，成为本季第三场大型飓风[9]。
- 早上6点：飓风丹尼尔在夏威夷群岛东南方向约2358公里海域弱化成热带风暴[8]。
- 早上6点：飓风艾米利亚成为2012年太平洋飓风季首场四级飓风，并在几乎同一时间达到最高持续风速每小时217公里，最低气压945毫巴（百帕，27.91英寸汞柱）的最高强度[9]。
- 下午18点：飓风艾米利亚的强度回落到三级飓风标准[9]。

7月11日

二级飓风法比奥

- 凌晨0点：飓风艾米利亚在下加利福尼亚州最南端的西南偏南方向约1102公里洋面减弱成二级飓风[9]。
- 下午18点：热带风暴丹尼尔降级成热带低气压[8]。
- 下午18点：飓风艾米利亚重新强化成三级飓风[9]。

7月12日
- 凌晨0点：曼萨尼约以南约652公里海域的一片低气压区发展成第六号热带低气压[10]。
- 早上6点：第六号热带低气压增强成热带风暴并获命名为“法比奥”（Fabio）[10]。
- 中午12点：热带低气压丹尼尔在夏威夷群岛东南方向约1070公里洋面退化成不含对流的残留低气压区[8]。
- 下午18点：飓风艾米利亚再次减弱成二级飓风[9]。

7月13日
- 凌晨0点：飓风艾米利亚在下加利福尼亚州最南端的西南方向约1600公里海域减弱成一级飓风[9]。
- 中午12点：飓风艾米利亚降级成热带风暴[9]。
- 下午18点：热带风暴法比奥在曼萨尼约西南方向829公里洋面升级为一级飓风[10]。

7月14日
- 下午18点：飓风法比奥达到二级飓风标准[10]。

7月15日
- 早上6点：飓风法比奥达到风力时速180公里，最低气压966毫巴（百帕，28.53英寸）的最高强度[10]。
- 下午18点：热带风暴艾米利亚在夏威夷群岛东南方向约1790公里海域退化成不含对流的低气压区[9]。

7月16日
- 凌晨0点：飓风法比奥弱化成一级飓风[10]。
- 下午18点：飓风法比奥在下加利福尼亚州最南端的西南方向约1100公里洋面降级成热带风暴[10]。

7月18日
- 凌晨0点：热带风暴法比奥减弱成热带低气压[10]。
- 中午12点：热带低气压法比奥在墨西哥下加利福尼亚州蓬塔尤金尼亚（Punta Eugenia）西南偏西方向约640公里海域退化成不含对流的低气压区[10]。

### 8月
8月7日
- 早上6点：第七号热带低气压由曼萨尼约西南偏西方向约970公里洋面的一片低气压区发展形成[11]。
- 下午18点：第七号热带低气压在曼萨尼约西南偏西方向约909公里海域达到热带风暴强度并获名“吉尔玛”（Gilma）[11]。

8月8日

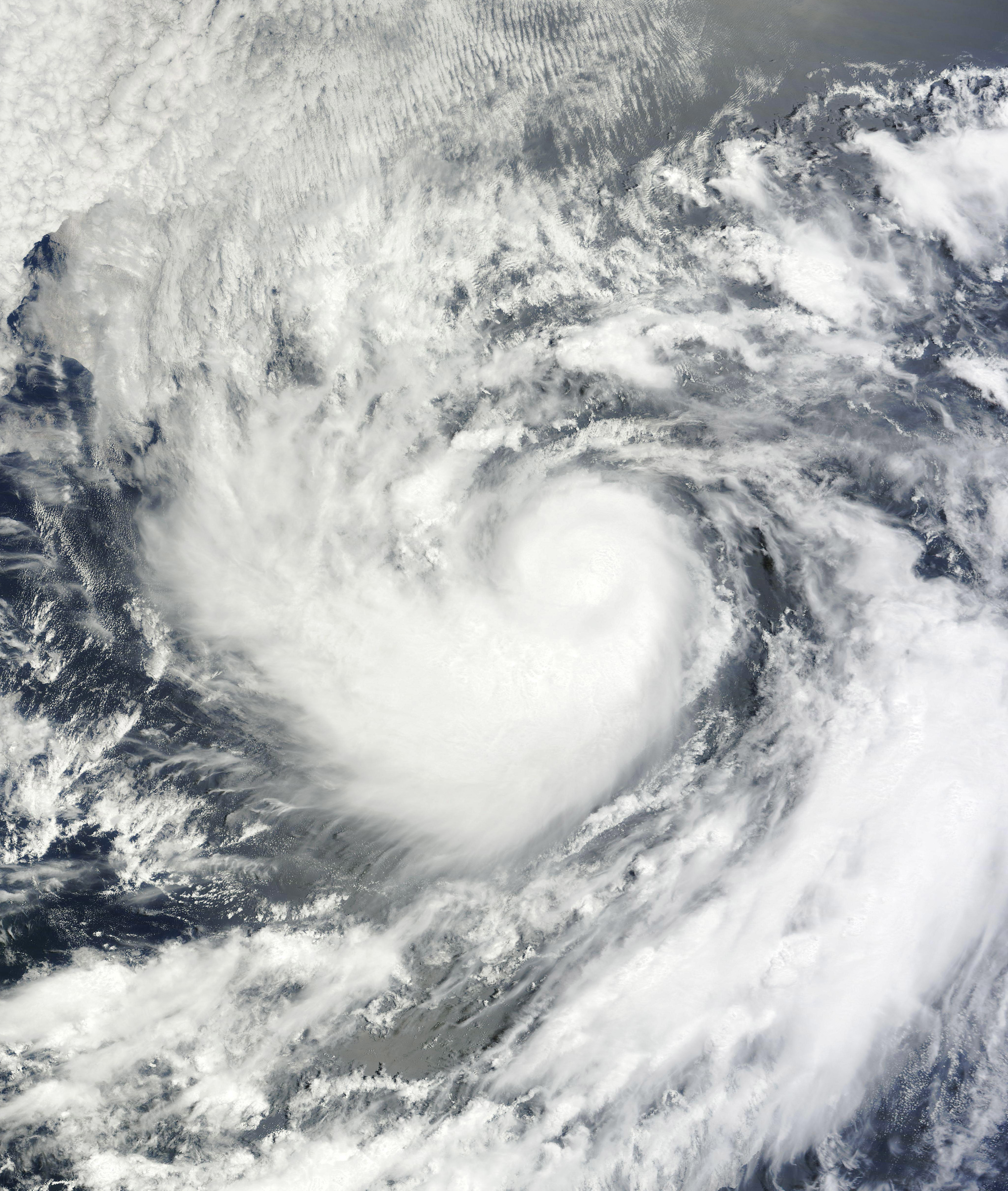
8月4日的飓风吉尔玛

- 下午18点：热带风暴吉尔玛达到飓风标准[11]。

8月9日
- 早上6点：飓风吉尔玛达到风力时速每小时130公里，最低气压984毫巴（百帕，29.06英寸汞柱）的最高强度[11]。
- 下午18点：飓风吉尔玛在下加利福尼亚州最南端西南方向约1100公里洋面降级成热带风暴[11]。

8月11日
- 中午12点：热带风暴吉尔玛在下加利福尼亚州最南端的西南偏西方向约1090公里海域退化成不含对流的残留低气压区[11]。

达到最高强度后不久的飓风伊莱亚娜

- 中午12点：曼萨尼约西南偏南方向约201公里洋面的一片低气压区发展成第八号热带低气压[12]。
- 下午18点：第八号热带低气压在曼萨尼约西南偏南方向约290公里海域强化成热带风暴并获命名为“赫克托”（Hector）[12]。

8月12日
- 中午12点：热带风暴赫克托达到最大持续风速每小时80公里，最低气压995毫巴（百帕，29.39英寸汞柱）的最高强度[12]。

8月15日
- 中午12点：热带风暴赫克托在下加利福尼亚州最南端的西南方向约797公里洋面降级为热带低气压[12]。

8月17日
- 凌晨0点：热带低气压赫克托在下加利福尼亚州最南端的西南方向约710公里海域退化不含对流的残留低气压区[12]。

8月27日
- 中午12点：曼萨尼约西南偏南方向约604公里洋面的一片低气压区发展成第九号热带低气压[13]。
- 下午18点：第九号热带低气压在曼萨尼约西南偏南方向约507公里海域成为热带风暴并获名“伊莱亚娜”（Ileana）[13]。

8月30日
- 凌晨0点：热带风暴伊莱亚娜在下加利福尼亚州最南端的西南偏南方向约550公里洋面升级成飓风[13]。
- 下午18点：飓风伊莱亚娜达到最大持续风速每小时140公里，最低气压978毫巴（百帕，28.88英寸汞柱）的最高强度[13]。

8月31日
- 下午18点：飓风伊莱亚娜在下加利福尼亚州最南端的西南偏西方向约604公里海域降级成热带风暴[13]。

### 9月
9月2日
- 早上6点：热带风暴伊莱亚娜在下加利福尼亚州最南端以西约1060公里洋面北化成热带低气压[13]。
- 中午12点：热带低气压伊莱亚娜在夏威夷群岛东南偏东方向约2220公里海域降解成不含对流的残留低气压区[13]。
- 中午12点：曼萨尼约西南方向约370公里洋面的一片低气压区发展成热带风暴约翰[14]。

9月3日
- 凌晨0点：热带风暴约翰达到风力时速72公里，最低气压1000毫巴（百帕，29.33英寸汞柱）的最高强度[14]。

9月4日
- 凌晨0点：热带风暴约翰弱化成热带低气压[14]。
- 中午12点： 热带低气压约翰在下加利福尼亚州最南端的西南偏西方向约636公里海域退化成不含对流的残留低气压区[14]。

9月12日

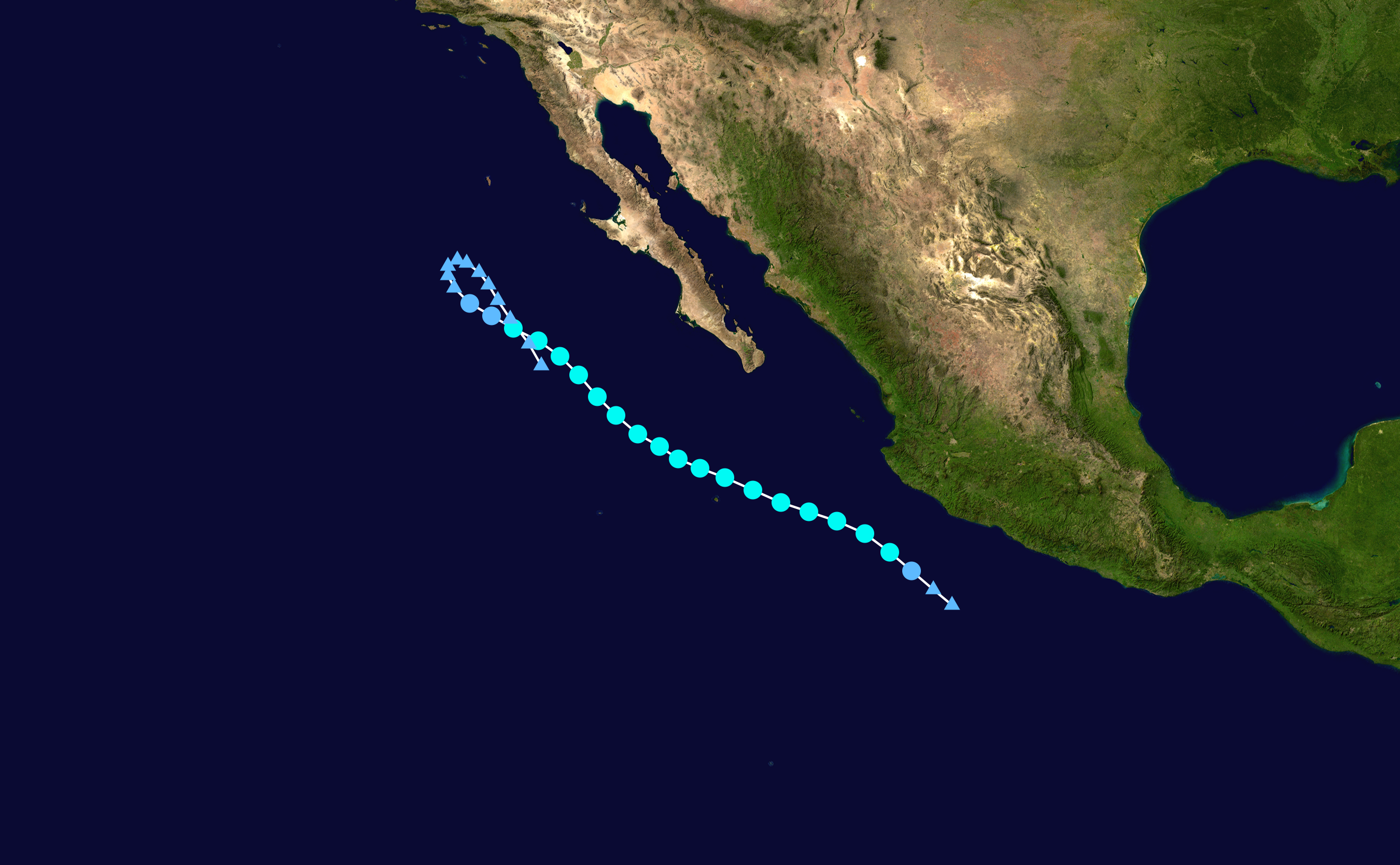
热带风暴克里斯蒂的风暴路径

- 早上6点：第十一号热带低气压由曼萨尼约西南偏南方向约282公里洋面发展形成[15]。
- 中午12点： 第十一号热带低气压在曼萨尼约西南偏南方向约240公里海域增强成热带风暴并获命名为“克里斯蒂”（Kristy）[15]。

9月14日
- 早上6点：热带风暴克里斯蒂达到风力时速97公里，最低气压998毫巴（百帕，29.47英寸汞柱）的最高强度[15]。

9月15日
- 中午12点：墨西哥卡波圣卢卡斯（Cabo San Lucas）西南方向约1740公里洋面的一片低气压区发展成第十二号热带低气压[16]。
- 下午18点：第十二号热带低气压成为热带风暴并获名“莱恩”（Lane）[16]。

9月16日
- 下午18点：热带风暴克里斯蒂在卡波圣卢卡斯西南偏西方向约870公里海域降级成热带低气压[15]。

9月17日

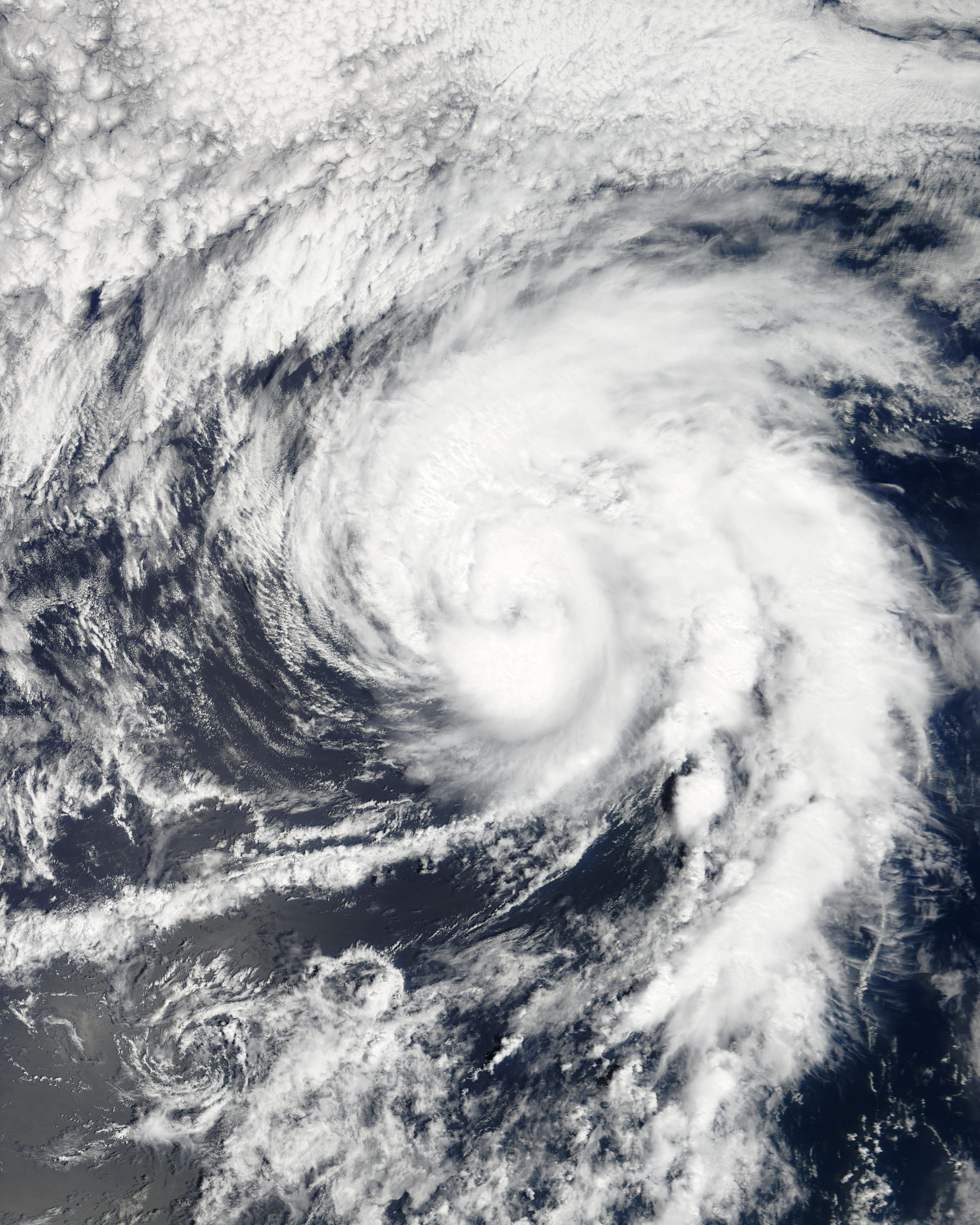
9月17日的飓风莱恩

- 早上6点：热带低气压克里斯蒂在卡波圣卢卡斯西南偏西方向约1006公里洋面退化成不含对流的残留低气压区[15]。
- 早上6点：热带风暴莱恩在下加利福尼亚州最南端的西南方向约1880公里海域升级成一级飓风[16]。

9月18日
- 凌晨0点：飓风莱恩达到最大持续风速每小时137公里，最低气压985毫巴（百帕，28.29英寸汞柱）的最高强度[16]。
- 中午12点：飓风莱恩减弱成热带风暴[16]。

9月19日
- 早上6点：热带风暴莱恩在下加利福尼亚州最南端的西南偏西方向约2140公里洋面退化成不含对流的残留低气压区[16]。

9月22日
- 凌晨0点：第十三号热带低气压由曼萨尼约西南偏南方向约668公里海域的一片低气压区发展形成[17]。
- 中午12点：第十三号热带低气压强化成热带风暴并获名“米里亚姆”（Miriam）[17]。

9月24日
- 凌晨0点：热带风暴米里亚姆在曼萨尼约西南方向约748公里洋面升级为一级飓风[17]。
- 早上6点：飓风米里亚姆爆发性增强成二级飓风[17]。
- 中午12点：飓风米里亚姆继续爆发性增强并达到大型飓风标准，并在几乎同一时间达到最大持续风速每小时190公里，最低气压959毫巴（百帕，28.32英寸汞柱）的最高强度[17]。

9月25日

处于大型飓风强度的米里亚姆

- 早上6点：飓风米里亚姆的强度回落到二级飓风标准[17]。
- 下午18点：飓风米里亚姆在曼萨尼约以西约1102公里海域弱化成一级飓风[17]。

9月26日
- 早上6点：飓风米里亚姆降级成热带风暴[17]。

9月27日
- 下午18点：热带风暴米里亚姆在下加利福尼亚州最南端的西南偏西方向约700公里洋面退化成不含对流的残留低气压区[17]。

9月28日
- 早上6点：卡波圣卢卡斯西南方向约185公里海域的一片低气压区发展成热带风暴诺曼，并在几乎同一时间达到风力时速80公里，最低气压997毫巴（百帕，29.44英寸汞柱）的最高强度[18]。

9月29日
- 早上5点：热带风暴诺曼减弱为热带低气压，并于几时同一时间以风力时速56公里强度在托波洛班波（Topolobampo）附近登陆[18]。
- 中午12点：热带低气压诺曼在墨西哥洛斯莫奇斯西北偏西方向约130公里洋面退化成不含对流的残留低气压区[18]。

### 10月
10月6日

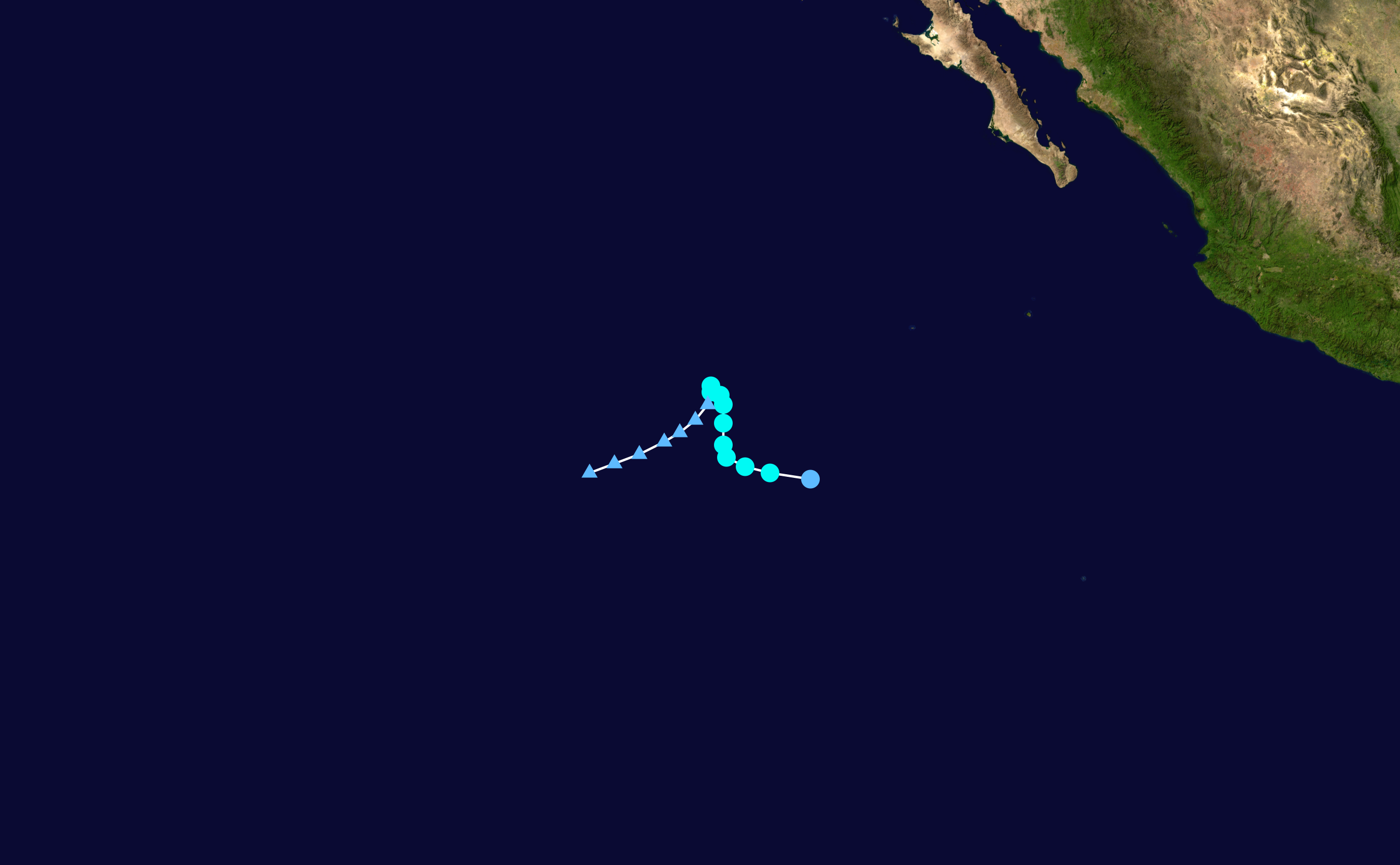
热带风暴奥利维亚的行进路径

- 中午12点：第十五号热带低气压由下加利福尼亚州最南端的西南方向约1380公里海域一片低气压区形成[19]
- 下午18点：第十五号热带低气压在下加利福尼亚州最南端的西南方向约1420公里洋面升级成热带风暴并获名“奥利维亚”（Olivia）[19]。

10月7日
- 中午12点：热带风暴奥利维亚达到风力时速97公里，最低气压997毫巴（百帕，29.44英寸汞柱）的最高强度[19]。

10月9日
- 凌晨0点：热带风暴奥利维亚退化成不含对流的低气压区[19]。

10月13日
- 中午12点：卡波圣卢卡斯西南偏南方向约1038公里海域的一片低气压区发展成第十六号热带低气压[20]。
- 下午18点：第十六号热带低气压成为热带风暴并获名“保罗”（Paul）[20]。

10月15日

即将达到最高强度的飓风保罗

- 早上6点：热带风暴保罗在卡波圣卢卡斯西南方向约958公里洋面达到飓风标准[20]。
- 下午18点：飓风保罗爆发性增强成三级飓风，并在几乎同一时间达到最大持续风速每小时190公里，最低气压959毫巴（百帕，28.32英寸汞柱）的最高强度[20]。

10月16日
- 中午12点：飓风保罗减弱成二级飓风[20]。
- 下午18点：飓风保罗在卡波圣卢卡斯西南偏南方向约64公里海域弱化成一级飓风[20]。

10月17日
- 凌晨0点：飓风保罗降级成热带风暴[20]。
- 早上6点：热带风暴保罗在卡波圣卢卡斯西北方向约48公里洋面退化成不含对流的残留低气压区[20]。

10月30日
- 早上6点：第十七号热带低气压由下加利福尼亚州最南端的西南偏南方向约1100公里海域的一片低气压区发展形成[21]。
- 中午12点：第十七号热带低气压强化成热带风暴并获命名为“罗莎”（Rosa）[21]。

10月31日
- 早上6点：热带风暴罗莎达到风力时速80公里，最低气压1001毫巴（百帕，29.56英寸汞柱）的最高强度[21]。

### 11月
11月3日
- 中午12点：热带风暴罗莎在下加利福尼亚州最南端的西南方向约1560公里洋面减弱为热带低气压[21]。
- 下午18点：热带低气压罗莎在卡波圣卢卡斯西南方向约1590公里海域退化成不含对流的低气压区[21]。

11月30日
- 凌晨4点：2012年太平洋飓风季正式结束[2]。

## 解释说明
1. ↑  根据美国国家海洋和大气管理局的定义，一年太平洋飓风季平均会形成15场热带风暴，其中八场会成为飓风，三场达到大型飓风标准[1]。
2. ↑  大型飓风指最大持续风速达到每小时至少179公里的热带气旋，在萨菲尔-辛普森飓风等级中可以达到三级或以上[3]。